# Bague aux chevaux
La bague aux chevaux est un bijou qui par son style daterait de l'époque du Nouvel Empire et plus précisément de l'époque de Ramsès II. Elle est actuellement conservée au Musée du Louvre.
De provenance inconnue, la bague, dépourvue d'inscriptions, a été offerte en 1827 par Méhémet Ali à Charles X. Cet objet a été rapproché d'un épisode de la bataille de Qadesh au cours de laquelle Ramsès II aurait été sauvé par deux juments,.

## Description
C'est une bague en or cloisonné et cornaline d'un diamètre de 2,2 cm.
Elle est visible au Musée du Louvre, département des antiquités égyptiennes (aile Sully), 1er étage : « Le Nouvel Empire », salle 27, vitrine no 7 : « Autour de Ramsès II ».